# Gale Anne Hurd
Gale Anne Hurd (Los Angeles, 25 de outubro de 1955) é uma produtora e roteirista norte-americana.

## História
Nascida em Los Angeles, Califórnia,  filha de Lolita (née Espiau) e Frank E. , um investidor. Seu pai era judeu e sua mãe era Católica.
Ela cresceu em Palm Springs, Califórnia e se formou na  Universidade Stanford com um Bacharelado em Economia e Comunicações, em 1977.

## Carreira
Ela ingressou na New World Pictures como assistente executiva de Roger Corman, o presidente da empresa. Trabalhou duro através de vários cargos administrativos e eventualmente acabou envolvida na produção de filmes. Criou sua própria empresa de produção, Pacific Western Productions, em 1982 e um bom número de sucessos incluindo The Terminator (1984), Aliens (1986) e The Abyss (1989).  Ela depois casou com Brian De Palma.
Em 1998, ela foi premiada com o título Women in Film Los Angeles Crystal Award para mulheres extraordinárias que, com perseverança, empenho e excelência nos seus trabalhos, tem ajudado a expandir o papel da mulher na indústria do entretenimento. Ela produziu a série de drama/horror de 2010 AMC The Walking Dead.
Em 2003, ela foi premiada com o prêmio  Festival de Tecnologia Telluride Tech em Telluride, Colorado junto de Sir Arthur C. Clarke.

## Vida pessoal

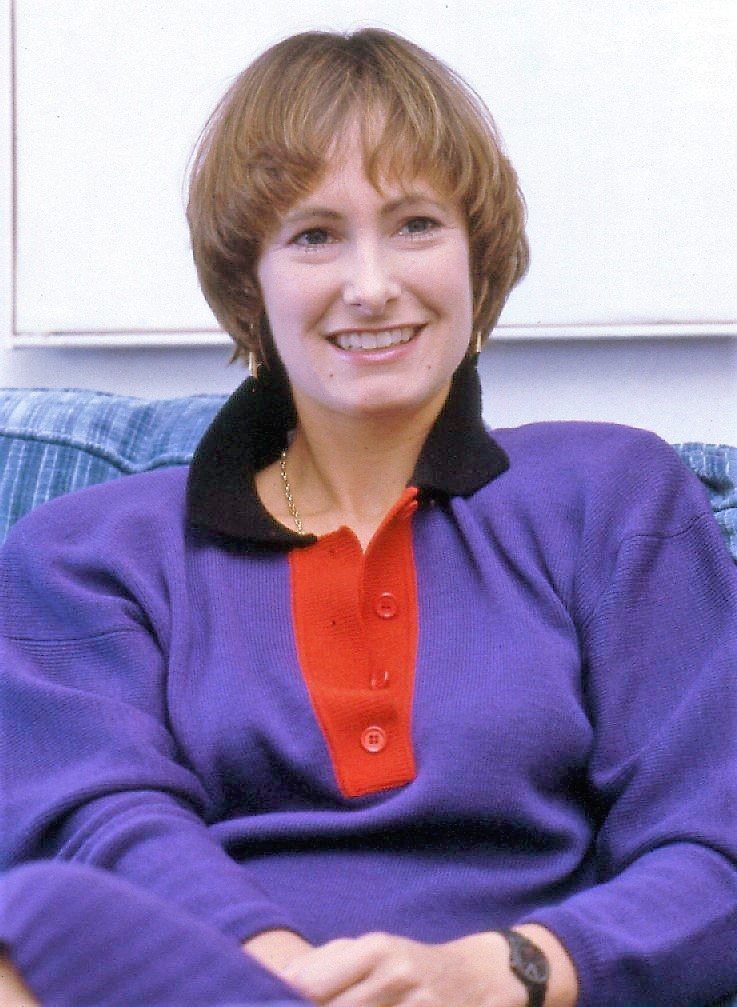
Gale Anne Hurd em setembro de 1986.

Foi casada com James Cameron de 1985 a 1989. Ela tem uma filha do casamento com o diretor Brian De Palma.
Ela é uma ávida torcedora do time inglês Arsenal FC. Sua filha, Lolita de Palma, nasceu em 1991.
| Título original | Título no Brasil         | Título em Portugal         | Ano  |
| --------------- | ------------------------ | -------------------------- | ---- |
| Tremors         | Tremors                  |                            | 1990 |
| The Abyss       | O Segredo do Abismo      | O Abismo                   | 1989 |
| Alien Nation    | Missão Alien             |                            | 1988 |
| Aliens          | Aliens, O Resgate        | Aliens: o Reencontro Final | 1986 |
| The Terminator  | O Exterminador do Futuro | O Exterminador Implacável  | 1984 |

## Filmografia (produtora)
- Terminator 2: Judgment Day (1991)
- The Waterdance (1992)
- Raising Cain (1992)
- The Ghost and the Darkness (1996)
- Dante's Peak (1997)
- Armageddon (1998)
- Virus (1999)
- Dick (1999)
- Adventure Inc. (2002) (Syndicated TV series)
- Clockstoppers (2002)
- Hulk (2003)
- Terminator 3: Rise of the Machines (2003)
- The Punisher (2004)
- Æon Flux (2005)
- The Incredible Hulk (2008)
- Punisher: War Zone (2008)
- The Walking Dead (2010)

## Filmografia (Roteirista)
- The Terminator (1984)
- Terminator 3: Rise of the Machines (2003) (personagens)
- The Autobiography of Steve Bernfeld (2006) (roteirista principal)
- Terminator: The Sarah Connor Chronicles (2008) (roteiro/personagens)
- Terminator Salvation (2009) (personagens)